# Moropus
Moropus ('peu lent') és un mamífer extint, que pertany al grup dels calicotèrids, que són perissodàctils, igual els cavalls, els rinoceronts i els tapirs. Visqué entre l'Oligocè superior i el Miocè mitjà.
Com altres calicoteris, es diferenciava dels seus parents moderns en què tenia grans urpes, en lloc de peülles, a les potes davanteres. Aquestes urpes podien servir per defensar-se o per excavar a la recerca d'aliment. Feia uns dos metres i mig a l'espatlla.
Se n'han trobat restes fòssils a Nord-amèrica.